# Villerupt
Villerupt är en kommun i departementet Meurthe-et-Moselle i regionen Grand Est (tidigare regionen Lorraine) i nordöstra Frankrike. Kommunen ligger i kantonen Villerupt som tillhör arrondissementet Briey. År 2022 hade Villerupt 10 086 invånare.

## Befolkningsutveckling
Antalet invånare i kommunen Villerupt
| Referens: INSEE |